# أقطانية الجديدة
أقطانية الجديدة أو آكيتين الجديدة ((بالفرنسية: Nouvelle-Aquitaine)‏؛ (بالأكستانية: Nòva Aquitània)‏ (بالبشكنشية: Akitania Berria)‏) هي أكبر منطقة إدارية في فرنسا، وتقع في الجنوب الغربي من البلاد. تم إنشاء المنطقة ضمن إصلاحات المناطق الفرنسية في عام 2014 من خلال دمج ثلاث مناطق: آكيتين، ليموزان، وبواتو شرنت. وتبلغ مساحتها 84,061 كيلومتر مربع (32,456 ميل2) أو ثمن مساحة البلاد ويسكنها ما يقرب من 6,113,384 نسمة. (التعداد البلدي في 1 يناير 2022). أنشئت المنطقة الجديدة في 1 يناير 2016، في أعقاب الانتخابات الإقليمية في ديسمبر 2015.
نوفيل آكيتين هو أكبر إقليم في فرنسا من حيث المساحة، وهو أكبر قليلا من مساحة النمسا؛ حتى أنه أكبر من غويانا الفرنسية. أكبر مدينة هي بوردو، وتشكل بجانب ضواحيها والمدن المحيطة بها سابع أكبر منطقة حضرية في فرنسا بواقع 850,000 نسمة. المنطقة لديها 25 منطقة حضرية رئيسية، ومن أهمها بعد بوردو هي بايون (288,000 نسمة)، ليموج (283,000)، بواتييه (255,000)، باو (241,000)، لا روشيل (206,000)، فضلا عن 11 تجمعا حضريا. يظهر نمو السكان واضحا على الساحل، ما يجعل هذه المنطقة من أكثر المناطق جذبا من الناحية الاقتصادية في فرنسا، وتتفوق المنطقة الجديدة على إيل دو فرانس وإقليم ألب كوت دازور من حيث الدينامية الديموغرافية.
المنطقة هي الثانية في  فرنسا (بعد إيل دو فرانس) في مجال البحث والابتكار، وبها خمس جامعات رئيسية (بوردو، لا روشيل، ليموج، بواتييه، باو) عدة مدارس متخصصة. وهي المنطقة الزراعية الأولى في أوروبا من حيث حجم التداول، وهي الأولى في فرنسا في مجال وظائف السياحة، كما أن بها ثلاثة من أربعة منتجعات تاريخية على ساحل فرنسا الأطلسي (أركاشون، بياريتز، رويان)، فضلا عن العديد من منتجعات التزلج على الجليد (على سبيل المثال غوريت)، وهي خامس منطقة في فرنسا في مجال إنشاء الأعمال التجارية (جميع القطاعات).
ويستند اقتصادها على الزراعة والكروم (كروم بوردو وكونياك)، السياحة، صناعة الطيران، الاقتصاد الرقمي والتصميم، الصناعات الكايمتوية والدوائية، القطاع المالي (مدينة نيور هي رابع أكبر مركز مالي في الأمة، وهي متخصصة في شركات التأمين المتبادل)، صناعة السيراميك (ليموج). العديد من الشركات المتخصصة في الركمجة والرياضات المشابهة يقع مقرها على ساحل الإقليم.
في مجال الثقافة فإن المنطقة الجديدة تضم أجزاء كبيرة من جنوب فرنسا ("Midi de la France") التي تشمل ثقافات الباسك والأوكيتان وأويل (بواتيف وسانتونجيه). وتاريخيا، هي «خليفة غير مباشرة» إلى لإقليم أكيتين القروسطية، وتمتد على جزء كبير من دوقية إليانور آكيتيان السابقة.

## معرض صور

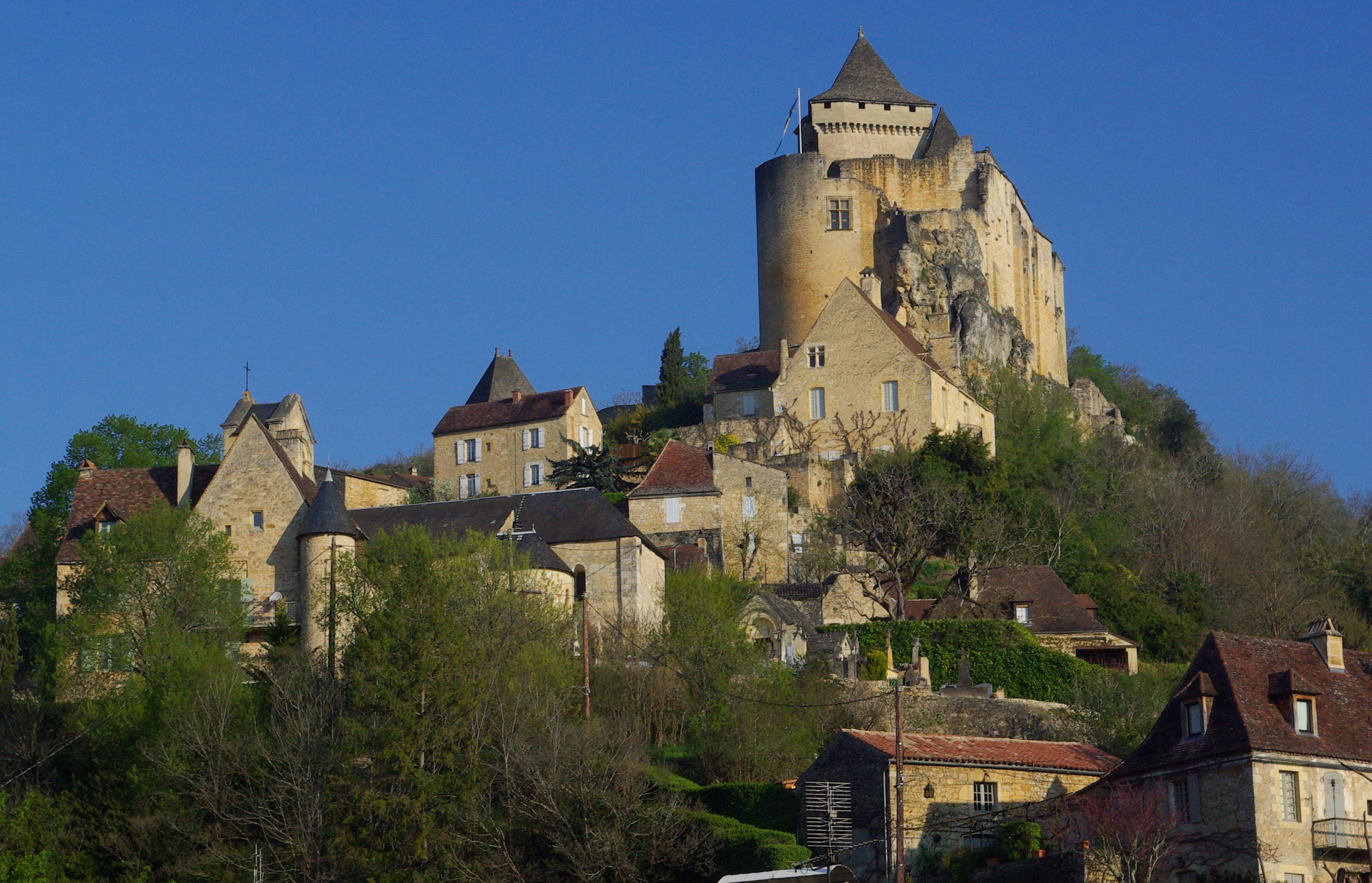
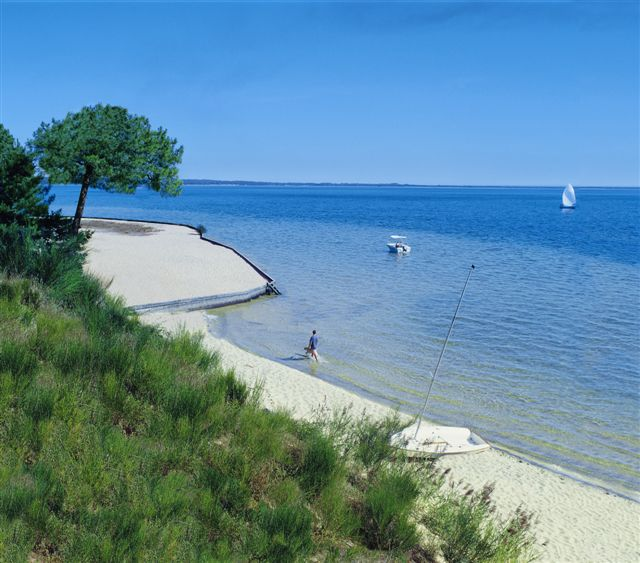
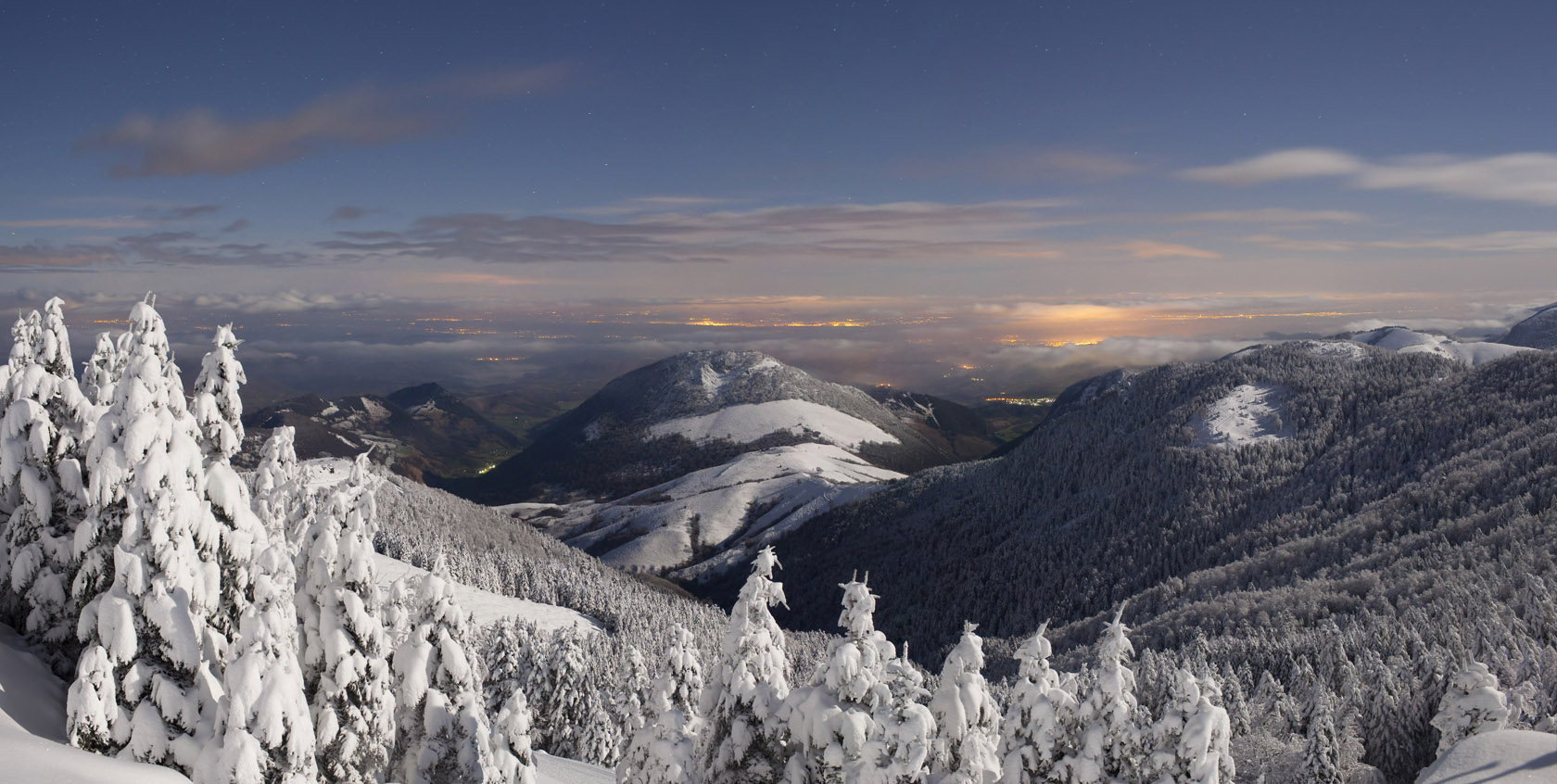
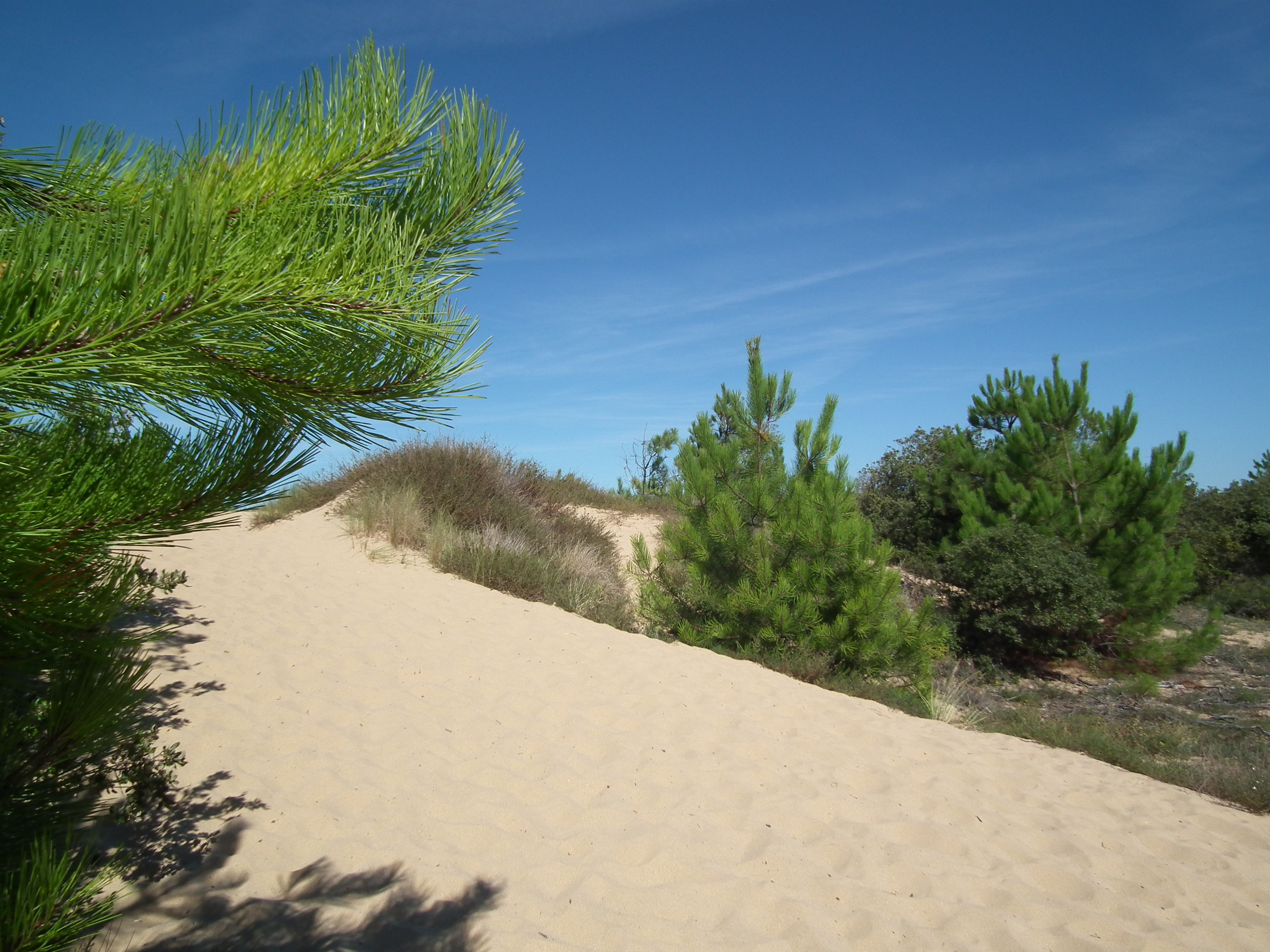
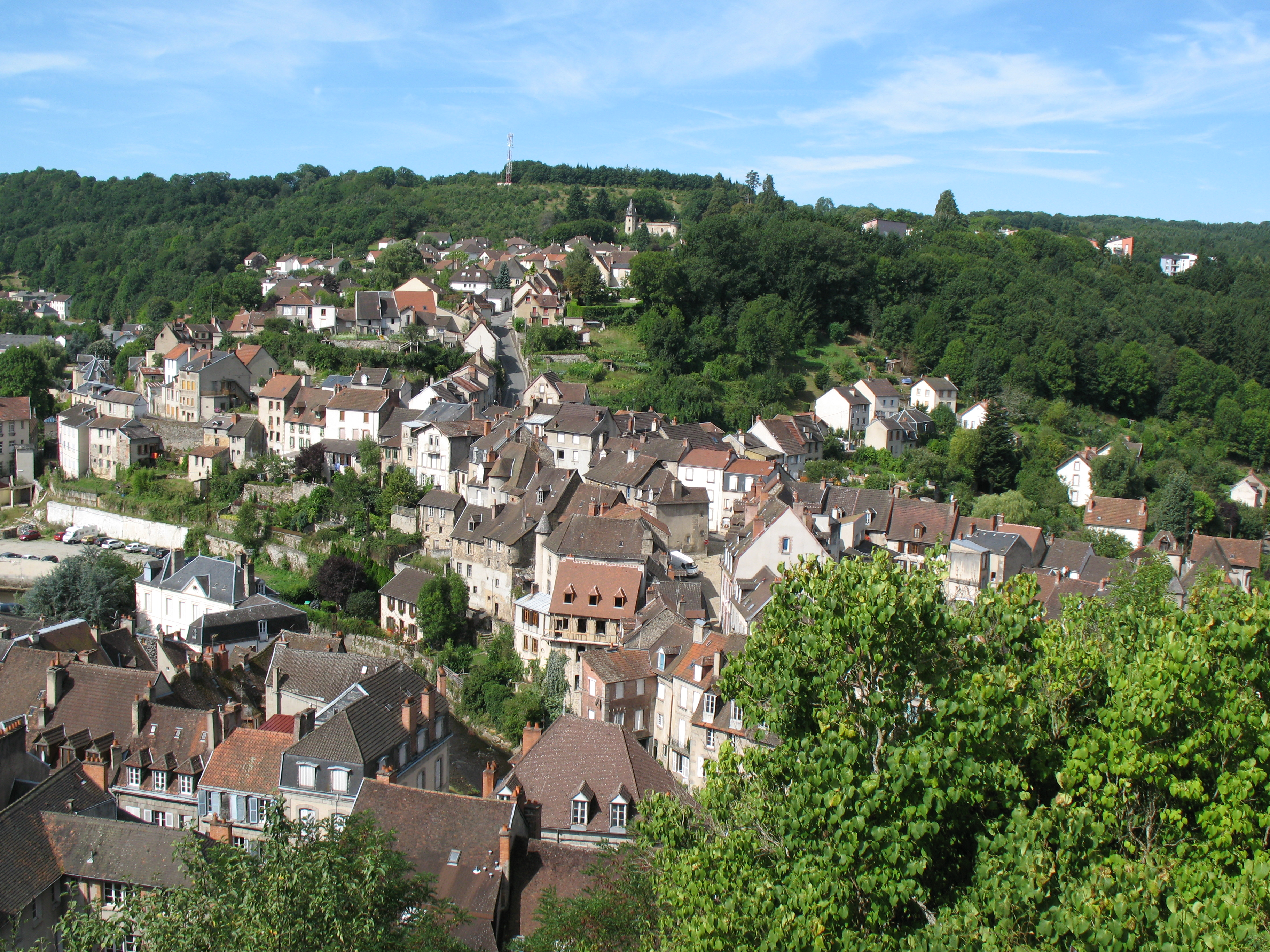